# Distrito de Salzland
O Distrito de Salzland (em alemão:  Salzlandkreis) é um distrito (Landkreis) da Alemanha localizado no estado da Saxônia-Anhalt.
Depois de uma reforma dos distritos da Saxônia-Anhalt (em alemão: Kreisreform Sachsen-Anhalt 2007) que entrou em vigor em 1 de julho de 2007, os distritos de Aschersleben-Staßfurt, Schönebeck e Bernburg foram dissolvidos e fundidos no novo distrito de Salzland.

## Cidades e municípios
| Cidades livres | Municípios livres |
| --- | ----------------- |
| 1. Aschersleben 2. Barby 3. Bernburg 4. Calbe 5. Hecklingen 6. Könnern 7. Nienburg 8. Schönebeck 9. Seeland 10. Staßfurt | 1. Bördeland      |

| Verbandsgemeinden                                                                   | Verbandsgemeinden                                                                    |
| ----------------------------------------------------------------------------------- | ------------------------------------------------------------------------------------ |
| - 1. Egelner Mulde 1. Bördeaue 2. Börde-Hakel 3. Borne 4. Egeln1, 2 5. Wolmirsleben | - 2. Saale-Wipper 1. Alsleben2 2. Giersleben 3. Güsten1, 2 4. Ilberstedt 5. Plötzkau |
| 1sede do Verbandsgemeinde; 2cidade                                                  |                                                                                      |